# Dargov
Dargov es un municipio del distrito de Trebišov en la región de Košice, Eslovaquia, con una población estimada a final del año 2024 de 636 habitantes.
Se encuentra ubicado al este de la región, en la cuenca hidrográfica del río Ondava (afluente del río Bodrog que, a su vez, lo es del Tisza), y cerca de la frontera con la región de Prešov y Hungría.

## Demografía
| Año        | 1994 | 2004    | 2014     | 2024    |
| ---------- | ---- | ------- | -------- | ------- |
| Población  | 539  | 541     | 608      | 636     |
| Diferencia |      | +0,37 % | +12,38 % | +4,60 % |

| Año        | 2023 | 2024    |
| ---------- | ---- | ------- |
| Población  | 619  | 636     |
| Diferencia |      | +2,74 % |